# NGC 5271
NGC 5271 (другие обозначения — MCG 5-32-65, ZWG 161.120, PGC 48477) — спиральная галактика с перемычкой (SBa) в созвездии Гончие Псы.
Этот объект входит в число перечисленных в оригинальной редакции «Нового общего каталога».